# Trophée Anita-Garibaldi
Cet article traite du trophée féminin. Pour le trophée masculin, voir Trophée Giuseppe-Garibaldi.
Le trophée Anita-Garibaldi est un trophée de rugby à XV féminin remis depuis 2017 au vainqueur du match annuel comptant pour le Tournoi des Six Nations féminin entre la France et l'Italie, de façon similaire au trophée Giuseppe-Garibaldi, décerné depuis 2007 dans le cadre du tournoi masculin.

## Création du trophée
En 2017, les fédérations française et italienne de rugby ont décidé de créer ce trophée honorant la révolutionnaire Anita de Jesus Ribeiro, héroïne des révolutions sud-américaine et de l'indépendance italienne, née à Laguna au Brésil. Il s'agissait aussi de donner un peu de visibilité à cette rencontre en imitant d'autres trophées du rugby international récompensant le vainqueur d'affrontements entre deux nations, tels la Calcutta Cup (Angleterre contre Écosse) ou la Bledisloe Cup (Nouvelle-Zélande contre Australie). 

### Anita Garibaldi
Ana Maria « Anita » de Jesus Ribeiro est une révolutionnaire d'origine brésilienne, née en 1821 et morte en 1849 en Italie. Elle combat notamment dans la révolution du Rio Grande (guerre des Farrapos), où elle forme Giuseppe Garibaldi, qui deviendra son époux, à l'équitation.

### Trophée
Le trophée a été remis pour la première fois à la capitaine française Gaëlle Mignot le 12 mars 2017 au stade Sergio-Lanfranchi de Parme, après la victoire de l'équipe de France contre son homologue italienne (28-5).

### Conditions d'attribution
Le vainqueur du match remporte le trophée et le conserve jusqu'à l'affrontement suivant l'année d'après. En cas de match nul, il va à l'équipe
1. ayant marqué le plus d'essais ;
2. à celle ayant réussi le plus de transformations ;
3. à celle ayant réussi le plus de pénalités.

Si les deux équipes restent à égalité, le trophée sera détenu conjointement, chaque équipe en obtenant la garde pendant six mois.

## Confrontations
| No | Date            | Lieu                                          | Match           | Score   | Compétition                  |
| -- | --------------- | --------------------------------------------- | --------------- | ------- | ---------------------------- |
| 1  | 12 mars 2017    | Stade Sergio-Lanfranchi, Parme, Italie        | Italie – France | 5 – 28  | Tournoi des Six Nations 2017 |
| 2  | 24 février 2018 | Stade Armand-Cesari, Bastia, France           | France – Italie | 57 – 0  | Tournoi des Six Nations 2018 |
| 3  | 17 mars 2019    | Stadio Plebiscito, Padoue, Italie             | Italie – France | 31 – 12 | Tournoi des Six Nations 2019 |
| 4  | 8 février 2020  | Stade municipal de Beaublanc, Limoges, France | France – Italie | 45 – 10 | Tournoi des Six Nations 2020 |
| 5  | 27 mars 2022    | Stade des Alpes, Grenoble, France             | France – Italie | 39 – 6  | Tournoi des Six Nations 2022 |
| 6  | 26 mars 2023    | Stade Sergio-Lanfranchi, Parme, Italie        | Italie – France | 12 – 22 | Tournoi des Six Nations 2023 |
| 7  | 17 avril 2024   | stade Jean-Bouin, Paris, France               | France – Italie | 38 – 15 | Tournoi des Six Nations 2024 |
| 8  | 19 avril 2025   | Stade Sergio-Lanfranchi, Parme, Italie        | Italie – France | 21 – 34 | Tournoi des Six Nations 2025 |